# Emmy Noether
Vous lisez un « bon article » labellisé en 2012.
Amalie Emmy Noether (23 mars 1882 – 14 avril 1935) est une mathématicienne allemande spécialiste d'algèbre abstraite et de physique théorique. Considérée par Albert Einstein comme « le génie mathématique créatif le plus considérable produit depuis que les femmes ont eu accès aux études supérieures », elle a révolutionné les théories des anneaux, des corps et des algèbres. En physique, le théorème de Noether explique le lien fondamental entre la symétrie et les lois de conservation et est considéré comme aussi important que la théorie de la relativité.
Emmy Noether naît dans une famille juive d'Erlangen (à l'époque dans le royaume de Bavière). Son père est le mathématicien Max Noether. Emmy envisage d'abord d'enseigner le français et l'anglais après avoir passé les examens requis, mais étudie finalement les mathématiques à l'université d'Erlangen où son père donne des conférences. Après avoir achevé sa thèse en 1907 sous la direction de Paul Gordan, elle travaille bénévolement à l'Institut de Mathématiques d'Erlangen pendant sept ans. En 1915, elle est invitée par David Hilbert et Felix Klein à rejoindre le très renommé département de mathématiques de l'université de Göttingen. Cependant, en raison de l'opposition de la faculté de philosophie — qui refuse qu'une femme soit nommée professeur — elle doit pendant quatre ans donner des cours sous le nom de Hilbert. Son habilitation est obtenue en 1919. Elle acquiert le titre de Privatdozent.
Emmy Noether reste un des membres les plus influents du département de mathématiques de Göttingen jusqu'en 1933. En 1924, le mathématicien néerlandais Bartel Leendert van der Waerden rejoint le cercle de ses étudiants et devient le principal propagateur des idées de Noether, dont le travail servira de fondation à son très influent ouvrage : Moderne Algebra (1931). Avant même son intervention au congrès international des mathématiciens de Zurich (1932), sa connaissance de l'algèbre est reconnue dans le monde entier. L'année suivante, le gouvernement nazi exclut les juifs qui occupent des postes universitaires et Noether émigre alors aux États-Unis où elle obtient un poste au collège Bryn Mawr, en Pennsylvanie. En 1935, elle est opérée pour un kyste ovarien et, malgré des signes de rétablissement, elle meurt quatre jours plus tard à l'âge de cinquante-trois ans.
Les travaux mathématiques d'Emmy Noether ont été divisés en trois « époques ». Durant la première (1908-1919), elle apporte des contributions significatives en théorie des invariants algébriques et des corps de nombres. Son théorème sur les invariants différentiels dans le calcul des variations est « l'un des plus importants théorèmes mathématiques jamais prouvé dans l'orientation du développement de la physique moderne ». Au cours de la deuxième époque (1920-1926), elle commence des travaux « qui ont changé la face de l'algèbre ». Dans son article devenu un classique, Idealtheorie in Ringbereichen (Théorie des idéaux dans les anneaux, 1921), Noether développe la théorie des idéaux dans les anneaux commutatifs pour en faire un outil puissant aux nombreuses applications. Elle fait un usage élégant de la condition de chaîne ascendante, et les objets qui satisfont à cette condition sont dits noethériens en son honneur. Pendant sa troisième époque (1927-1935), elle publie des avancées majeures en algèbre non commutative et sur les nombres hypercomplexes, et unit la théorie des représentations de groupes avec celle des modules et des idéaux. En plus de ses propres publications, Noether est reconnue pour avoir insufflé des idées à d'autres mathématiciens, y compris dans des domaines très éloignés des siens, comme la topologie algébrique.

## Biographie

### Famille et enfance

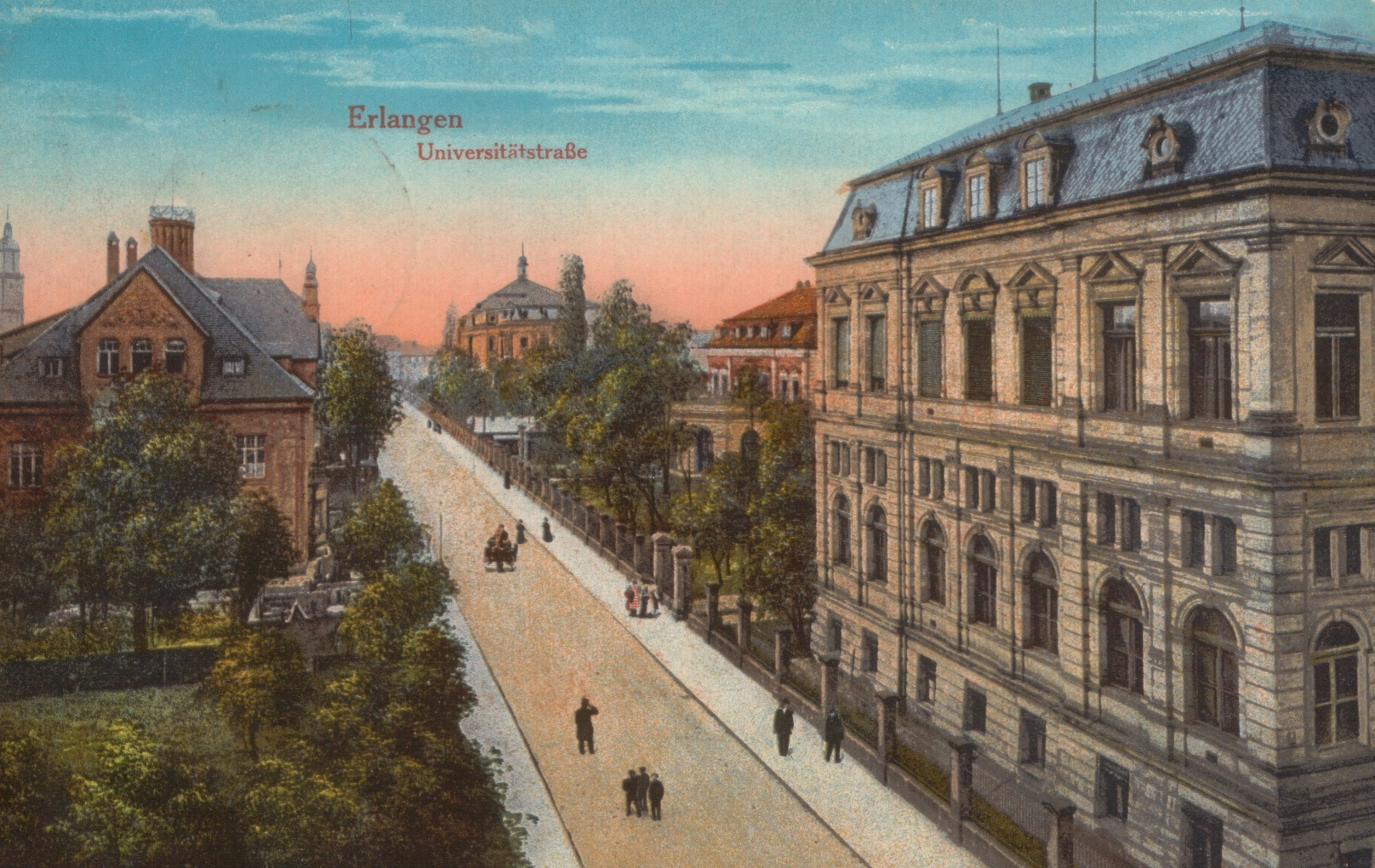
Erlangen, sur une carte postale de 1916.

Le père d'Emmy, Max Noether, est issu d'une famille de commerçants allemands. À la suite d'une poliomyélite contractée à l'âge de quatorze ans, il est paralysé, puis retrouve une certaine mobilité mais une jambe reste atteinte. Largement autodidacte, il obtient un doctorat de l'université de Heidelberg en 1868. Après avoir enseigné à Heidelberg pendant sept ans, il obtient un poste à Erlangen, en Bavière, où il rencontre puis épouse Ida Amalia Kaufmann, la fille d'un riche négociant. Les recherches de Max Noether portent essentiellement sur la géométrie algébrique, suivant les traces d'Alfred Clebsch. Ses résultats les plus connus sont le théorème de Brill-Noether et le théorème AF+BG. Quelques autres théorèmes portent le nom de théorème de Max Noether.
Emmy Noether naît le 23 mars 1882. Elle est la première de quatre enfants. Son prénom est Amalie, comme sa mère et sa grand-mère paternelle, mais elle est, très jeune, appelée par son deuxième prénom. Elle est aimée par ses parents. Ses résultats scolaires ne sont pas remarquables, bien qu'elle soit connue pour être intelligente et aimable. Elle est myope et, durant son enfance, parle avec un défaut de prononciation. Un ami de la famille racontera, bien des années après, comment Emmy avait résolu rapidement des énigmes lors d'un goûter réunissant plusieurs enfants, montrant ainsi un grand esprit de logique à un âge précoce. Emmy apprend à cuisiner et à faire le ménage — comme la plupart des petites filles de cette époque — et prend des leçons de piano. Aucune de ces activités ne la passionne, sauf la danse.
De ses trois frères, seul Fritz Noether, né en 1884, est connu pour ses travaux universitaires. Après des études à Munich, il se taille une réputation en mathématiques appliquées. Son frère aîné, Alfred, né en 1883, obtient un doctorat de chimie à Erlangen en 1909, mais décède neuf ans après. Le plus jeune, Gustav Robert, naît en 1889. Sa vie est très peu connue. Il souffre d'une maladie chronique et meurt en 1928.

### Université d'Erlangen

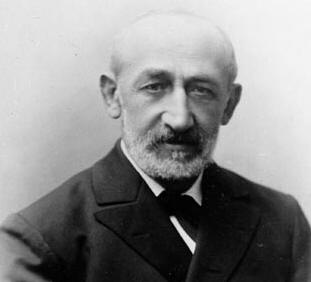
Paul Gordan dirigea la thèse de doctorat de Noether sur les invariants des formes biquadratiques.

Emmy Noether montre rapidement des capacités en français et en anglais. Au printemps 1900, elle passe l'examen permettant de devenir enseignant dans ces langues et obtient la mention sehr gut (très bien). Ses résultats la qualifient pour enseigner les langues dans les écoles réservées aux jeunes filles, mais elle choisit de poursuivre ses études à l'université d'Erlangen.
Cette décision est peu courante : deux ans auparavant, la direction de l'université a déclaré que l'instauration de la mixité « bouleverserait l'ordre académique ». Noether est l'une des deux seules femmes, parmi les 986 étudiants de l'université. Elle doit demander personnellement la permission de chaque professeur dont elle veut suivre le cours. Malgré ces obstacles, le 14 juillet 1903, elle passe avec succès son examen dans un gymnasium de Nuremberg.

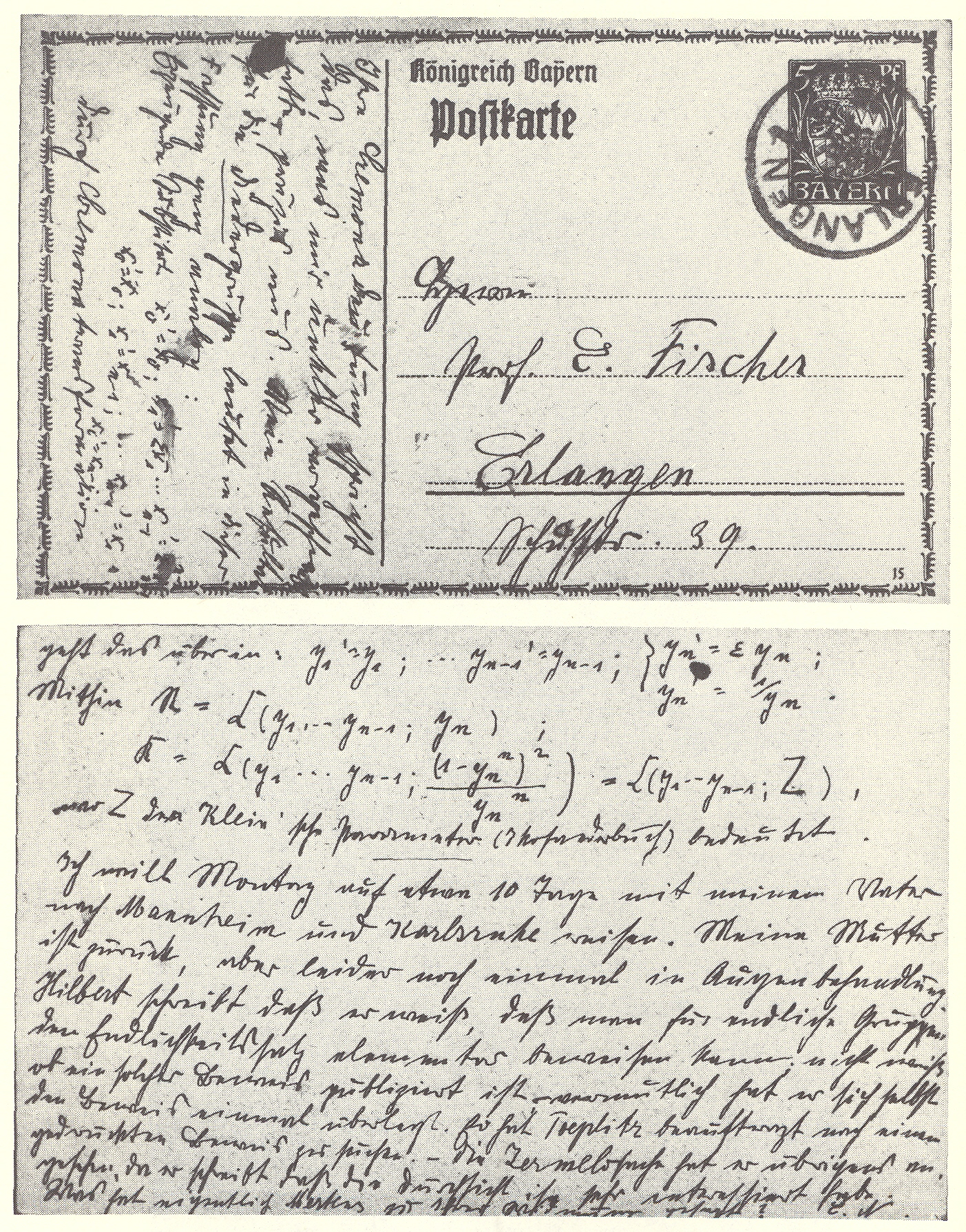
Noether utilisait parfois des cartes postales pour discuter algèbre avec son collègue, Ernst Fischer ; cette carte est oblitérée le 10 avril 1915.

Durant le semestre d'hiver 1903-1904, elle étudie à l'université de Göttingen et assiste aux cours de l'astronome Karl Schwarzschild et des mathématiciens Hermann Minkowski, Otto Blumenthal, Felix Klein et David Hilbert. Peu après, les restrictions aux droits des femmes à l'université sont levées.
Noether revient à Erlangen. Elle rentre officiellement à l'université le 24 octobre 1904 et affirme son intention de se consacrer uniquement aux mathématiques. Elle écrit sa thèse sous la direction de Paul Gordan : Über die Bildung des Formensystems der ternären biquadratischen Form (Construction du système de formes de la forme ternaire quadratique, 1907). Cette thèse fut bien accueillie mais Noether, après s'être tournée vers une approche plus abstraite, la qualifiera plus tard de Mist (fumier), ajoutant que ce n'était qu'une Formelngestrüpp (jungle d'équations).
Pendant les sept années suivantes (1908 – 1915), elle enseigne à l'Institut de mathématiques d'Erlangen à titre bénévole, remplaçant occasionnellement son père lorsqu'il est malade. Animée par le désir de quitter sa ville natale, elle construit, dès ses premiers pas à l'université, un réseau de contacts, de collègues et d'amitiés, avec lesquels elle peut partager ses connaissances et cultiver sa passion. En 1908, elle devient membre du Cercle mathématique de Palerme, l'année d'après, elle intègre la Société allemande de mathématiques et participe à une conférence à Salzbourg, en Autriche, prélude à l'extension de sa thèse — passant de trois variables à un nombre quelconque n de variables —, qu'elle publie en 1910 et 1911.
Gordan prend sa retraite au printemps 1910 mais continue parfois à enseigner avec son successeur, Erhard Schmidt, qui s'en va peu après prendre un poste à Breslau. Gordan se retire définitivement à l'arrivée de son deuxième successeur, Ernst Sigismund Fischer, en 1911. Gordan meurt en décembre 1912.
Selon Hermann Weyl, Fischer a eu une grande influence sur Noether, en particulier en lui présentant les travaux de David Hilbert. De 1913 à 1916, Noether publie des articles qui appliquent et amplifient les méthodes de Hilbert sur des objets mathématiques tels que les corps de fonctions rationnelles et les invariants des groupes finis. Cette période marque le début de son investissement dans l'algèbre abstraite, le domaine des mathématiques auquel elle va apporter des contributions révolutionnaires. Noether et Fischer partagent un vif plaisir à étudier les mathématiques et discutent souvent des conférences longtemps après y avoir assisté. Noether envoie des cartes postales à Fischer, dans lesquelles elle poursuit ses raisonnements mathématiques.

### Université de Göttingen

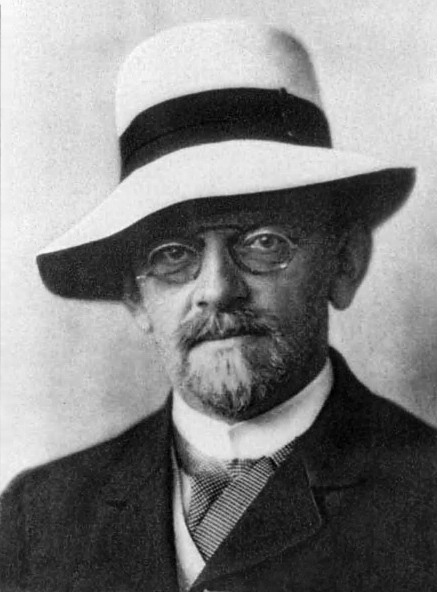
En 1915, David Hilbert invite Noether à Göttingen malgré l'opposition de collègues, qui ne veulent pas qu'une femme enseigne à l'université.

Au printemps 1915, Noether est invitée à revenir à l'université de Göttingen par David Hilbert et Felix Klein. Leurs efforts pour la recruter sont cependant entravés par les philosophes et les historiens au sein de la faculté de philosophie : selon eux, les femmes ne doivent pas devenir Privatdozent. Un membre de la faculté proteste : « Que penseront nos soldats, quand ils reviendront à l'université et verront qu'ils doivent apprendre aux pieds d'une femme ? ». Hilbert répond avec indignation, en indiquant : « je ne vois pas pourquoi le sexe de la candidate serait un argument contre son admission comme Privatdozent. Après tout, nous sommes une université, pas des bains publics. »
Noether quitte Erlangen pour Göttingen à la fin du mois d'avril. Deux mois après, sa mère meurt soudainement. Elle avait reçu auparavant des soins à un œil, mais la cause exacte de sa mort est inconnue. À la même période, son père prend sa retraite et son frère est mobilisé dans l'armée allemande et participe à la Première Guerre mondiale. Emmy Noether retourne à Erlangen pour quelques semaines, essentiellement pour s'occuper de son père.

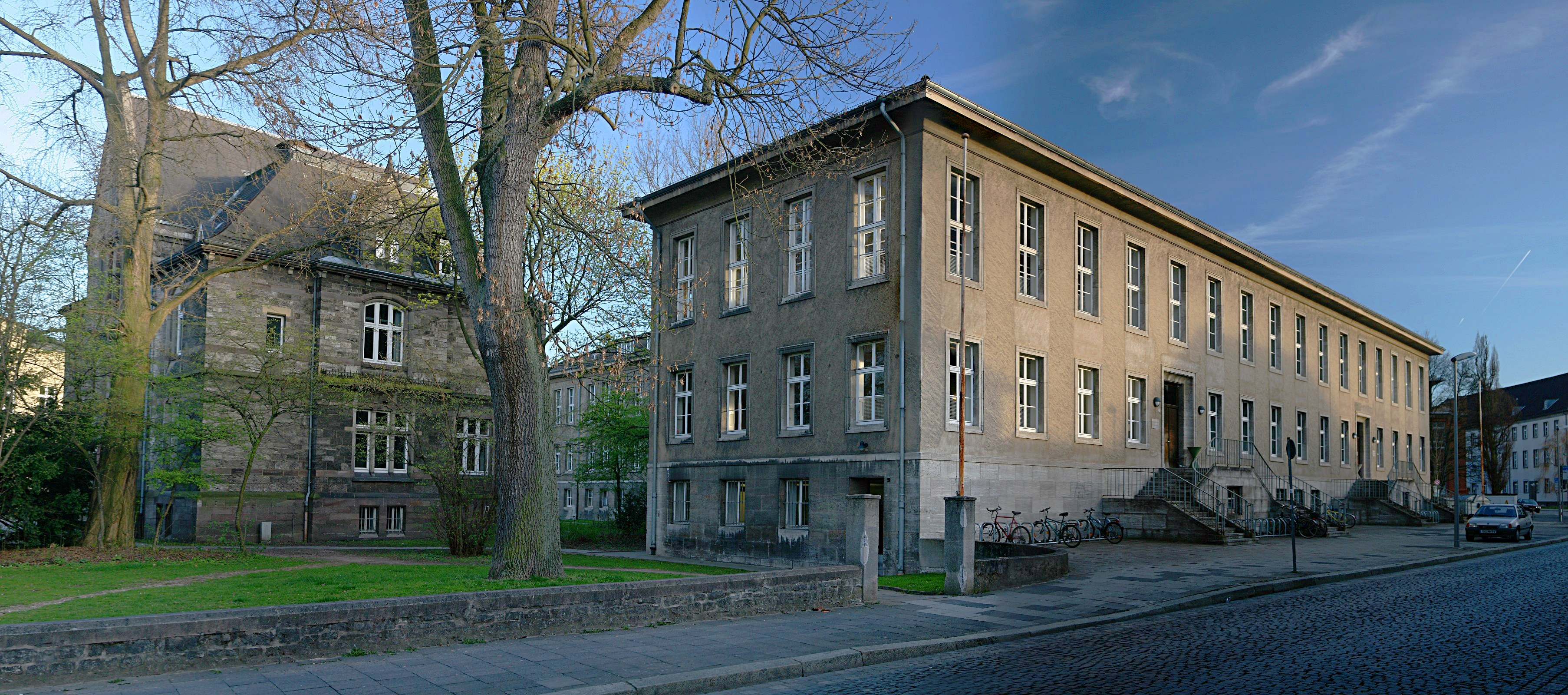
Le département de mathématiques de l'université de Göttingen.

Durant ses premières années d'enseignement à Göttingen, Emmy Noether n'a ni poste officiel ni rémunération. Sa famille lui paie le gîte et le couvert et finance ses travaux de recherche. Ses conférences sont souvent annoncées sous le nom de Hilbert, Noether y étant mentionnée comme assistante.
Cependant, peu après son arrivée, Emmy Noether prouve ses capacités en démontrant le théorème maintenant connu sous le nom de « théorème de Noether », qui exprime l'équivalence existant entre les lois de conservation et l'invariance des lois physiques en ce qui concerne la symétrie.
Juste après la Première Guerre mondiale, la révolution allemande apporte des changements significatifs dans les comportements sociaux, notamment relatifs aux droits accordés aux femmes. En 1919, l'université de Göttingen permet à Emmy Noether de passer son habilitation. Son examen oral a lieu en mai et son habilitation à donner des cours est délivrée en juin.
Trois ans plus tard, elle reçoit une lettre du ministre de la Science, des Arts et de l'Éducation publique de Prusse, qui lui confère le titre de Privatdozent. Bien qu'elle reconnaisse l'importance de ses travaux, cette affectation ne lui procure toujours aucun salaire. Noether n'est pas rémunérée pour ses conférences, jusqu'à ce qu'elle obtienne le poste spécial de Lehrauftrag für Algebra (poste d'assistant en algèbre) un an plus tard.

### Travaux fondateurs en algèbre générale
Bien que le théorème de Noether ait un profond effet sur la physique, elle est plus connue parmi les mathématiciens pour ses contributions fondatrices en algèbre générale. Nathan Jacobson affirme :

« Le développement de l'algèbre abstraite, qui est l'une des innovations les plus caractéristiques des mathématiques du vingtième siècle, lui est largement redevable, par les articles qu'elle a publiés, par ses conférences et son influence personnelle sur ses contemporains. »

Les travaux révolutionnaires de Noether en algèbre débutent en 1920. En collaboration avec W. Schmeidler, elle publie un article sur la théorie des idéaux dans lequel elle définit les idéaux à gauche et à droite dans un anneau. L'année suivante, elle publie un article qui fait date : Idealtheorie in Ringbereichen (Théorie des idéaux dans les anneaux) qui analyse, pour les idéaux, la condition de chaîne ascendante (toute chaîne possède un maximum ou, ce qui est équivalent, toute suite croissante est stationnaire). Un algébriste réputé, Irving Kaplansky, qualifie son travail de « révolutionnaire » et cette publication donne naissance au terme d'anneau noethérien et différents autres objets mathématiques (groupes, anneaux, espaces topologiques, schémas) sont qualifiés de noethériens.
En 1924, un jeune mathématicien néerlandais, Bartel Leendert van der Waerden, arrive à l'université de Göttingen. Il commence immédiatement à travailler avec Noether, qui lui enseigne d'inestimables méthodes de conceptualisation abstraite. Van der Waerden dira plus tard que l'originalité de Noether était « absolue, au-delà de toute comparaison ». En 1931, il publie Moderne Algebra, un ouvrage central dans ce domaine. Le second volume emprunte beaucoup aux travaux de Noether. Bien qu'Emmy Noether ne soit pas à la recherche de reconnaissance, il inclura dans la septième édition : « basé en partie sur des conférences d'E. Artin et E. Noether ». Elle laisse parfois à ses collègues et étudiants le crédit pour ses propres idées, les aidant ainsi à développer leur carrière à ses dépens.
La venue de van der Waerden s'inscrit dans un vaste mouvement de mathématiciens du monde entier vers Göttingen, qui devient un centre de recherche important en physique et en mathématiques. De 1926 à 1930, le topologue russe Pavel Alexandrov enseigne à l'université et devient rapidement ami avec Noether. Il l'appelle der Noether, utilisant l'article allemand masculin en signe d'affection et de respect. Elle essaie de lui obtenir un poste régulier de professeur à Göttingen, mais parvient seulement à l'aider à obtenir une bourse de la Fondation Rockefeller. Ils se rencontrent régulièrement et apprécient de discuter des points communs entre l'algèbre et la topologie. En 1935, lors de son discours commémoratif, Alexandrov dira de Noether qu'elle était « la plus grande mathématicienne de tous les temps ».

### Cours et étudiants
À Göttingen, Noether encadre une douzaine d'élèves en doctorat. Sa première doctorante, Grete Hermann, qui soutient sa thèse en février 1925, écrira plus tard que cette directrice de thèse était surnommée avec dévotion la « Maman des thésards » (« Doktormutter »). Noether supervise aussi Max Deuring, qui se distingue déjà en licence puis continue en faisant des apports significatifs en géométrie arithmétique ; Hans Fitting, renommé pour le théorème de Fitting et le lemme de Fitting ; et Chiungtze Tsen qui prouve le théorème de Tsen. Elle travaille aussi avec Wolfgang Krull, qui fera grandement progresser l'algèbre commutative en établissant plusieurs théorèmes qui porteront son nom et la dimension de Krull pour les anneaux commutatifs.
En plus de sa perspicacité mathématique, Noether est respectée pour la considération qu'elle porte à autrui. Bien qu'elle soit parfois brusque envers ceux qui ne sont pas d'accord avec elle, elle gagne cependant une réputation de femme obligeante et patiente lorsqu'elle prodigue ses conseils aux nouveaux étudiants. Son attachement à la précision mathématique pousse un de ses collègues à la qualifier de « critique sévère », mais elle combine cette demande d'exactitude avec une attitude constructive. Un collègue la décrira plus tard ainsi : « Complètement altruiste et sans vanité, elle ne demandait jamais rien pour elle-même, mais favorisait par-dessus tout les travaux de ses étudiants. »
Son style de vie économe était, au début, dû au fait qu'elle n'était pas payée pour son travail. Cependant, même après que l'université lui a octroyé un petit salaire, en 1923, elle continue de vivre simplement et modestement. Plus tard, elle sera payée plus généreusement mais économisera la moitié de son salaire pour le transmettre à son neveu, Gottfried E. Noether.
Très peu soucieuse des apparences et des relations sociales, elle se concentre sur ses études sans se préoccuper de la mode ni de liaisons amoureuses. L'algébriste réputée Olga Taussky-Todd racontera un repas durant lequel Noether, complètement absorbée dans une discussion mathématique, « gesticulait comme une folle » en mangeant et « renversait sans cesse de la nourriture sur sa robe, et l'essuyait, sans que cela ne la perturbe le moins du monde ». Les étudiants soucieux des apparences ont un mouvement de recul quand elle sort son mouchoir de son chemisier ou devant le désordre croissant de sa coiffure au fur et à mesure de l'avancement de son cours. Une fois, deux étudiantes essaient de l'approcher à la pause entre deux heures de cours pour lui exprimer leur sentiment à ce sujet, mais il leur est impossible d'arrêter l'énergique discussion mathématique qu'a Noether avec d'autres étudiants.
Selon la nécrologie d'Emmy Noether écrite par van der Waerden, elle ne suit pas de plan de cours pendant ses conférences, ce qui perturbe certains étudiants. Au lieu de cela, elle construit ses cours comme des discussions à bâtons rompus avec les étudiants, avec pour but d'étudier et de résoudre des problèmes pointus et importants en mathématiques. Certains de ses résultats les plus importants sont développés pendant ces conférences, et les notes de cours des étudiants serviront de base à plusieurs livres importants, comme ceux de van der Waerden et de Deuring.
Plusieurs de ses collègues assistent à ses cours et elle accepte que certaines de ses idées, comme le produit croisé d'algèbres associatives, soient publiées par d'autres. Noether donnera au moins cinq semestres de cours à Göttingen :
- Hiver 1924/25 : Gruppentheorie und hyperkomplexe Zahlen (Théorie des groupes et nombres hypercomplexes)
- Hiver 1927/28 : Hyperkomplexe Grössen und Darstellungstheorie (Quantités hypercomplexes et théorie des représentations de groupes)
- Été 1928 : Nichtkommutative Algebra (Algèbre non commutative)
- Été 1929 : Nichtkommutative Arithmetik (Arithmétique non commutative)
- Hiver 1929/30 : Algebra der hyperkomplexen Grössen (Algèbre des quantités hypercomplexes)

Ces cours précèdent souvent des publications majeures dans ces domaines.
Noether parle vite (ce qui reflète la rapidité de sa pensée, dit-on) et exige une grande concentration de la part de ses étudiants. Les étudiants qui n'aiment pas son style se sentent souvent perdus. L'un d'eux note, en marge de son cahier, pendant un cours se terminant à treize heures : « Il est 12 h 50, Dieu merci ! » Certains étudiants trouvent qu'elle s'appuie trop sur des discussions spontanées. Ses élèves les plus dévoués, au contraire, se délectent de l'enthousiasme avec lequel elle aborde les mathématiques, d'autant que ses conférences sont souvent fondées sur des travaux qu'ils ont menés ensemble auparavant.
Elle se crée ainsi un petit cercle de collègues et d'étudiants qui pensent comme elle et tend à exclure ceux qui ne le font pas. Les « étrangers » qui se rendent occasionnellement à un cours de Noether ne restent en général qu'une demi-heure dans la salle avant de repartir, frustrés et l'esprit confus. Un étudiant régulier dira, dans une telle circonstance : « l'ennemi est vaincu, il a battu en retraite ».
Noether montre un dévouement à son travail et à ses étudiants qui s'étend au-delà de la période universitaire. Un jour, alors que le bâtiment est fermé pour cause de jour férié, elle rassemble ses étudiants sur le perron, à l'extérieur, puis les conduit à travers les bois jusqu'à un café où elle leur donne un cours. Plus tard, après avoir été renvoyée en 1933 par le troisième Reich, elle invitera ses étudiants chez elle pour discuter de concepts mathématiques et de leurs projets pour l'avenir.

### Moscou

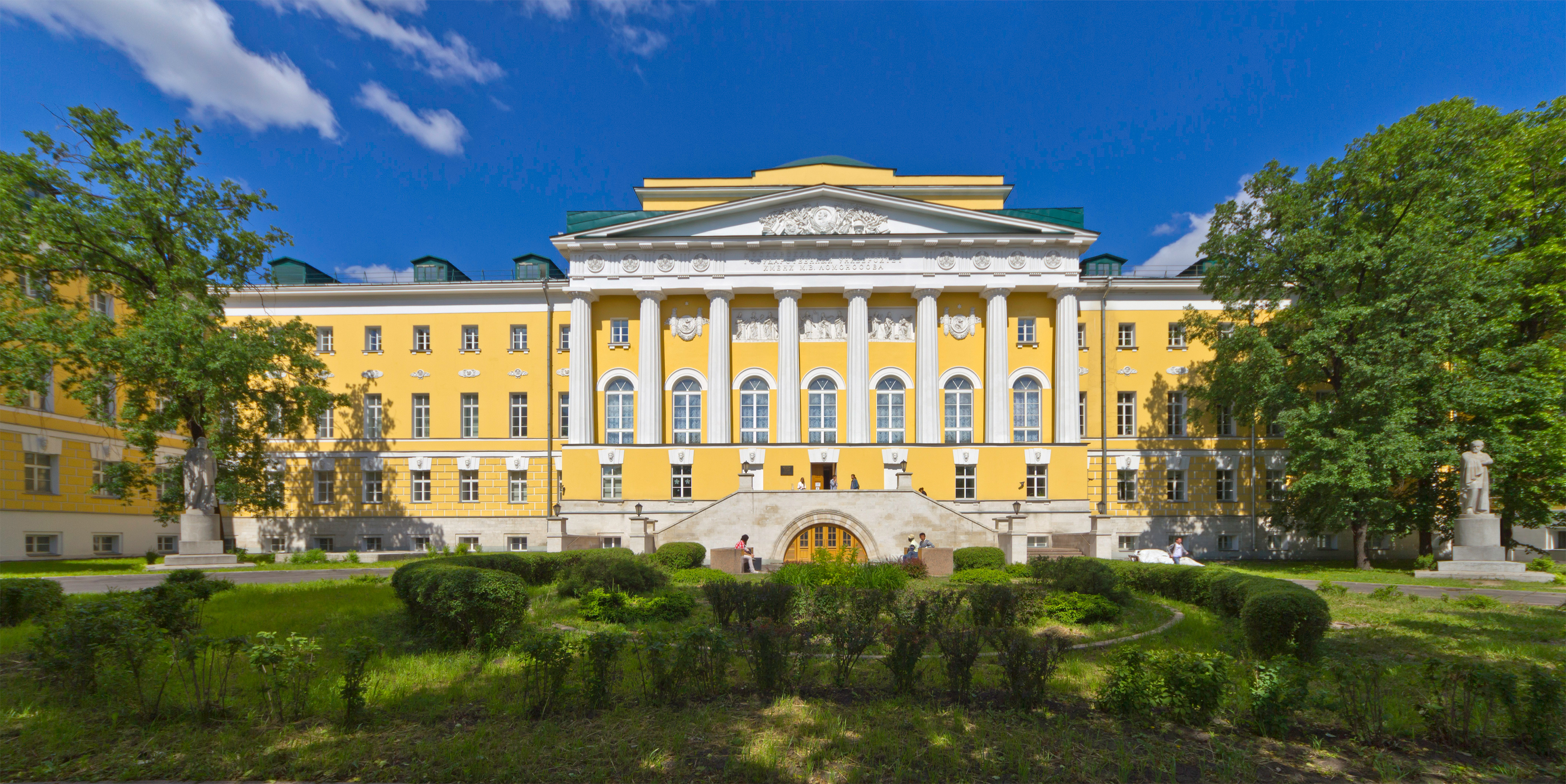
Bâtiment de l'université d'État de Moscou.

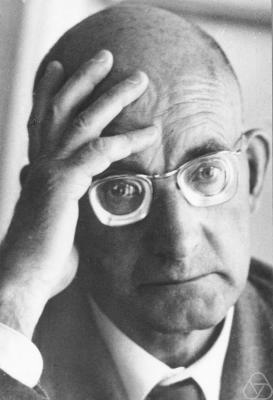
Pavel Alexandrov.

Pendant l'hiver 1928-1929, Noether accepte l'invitation de l'université d'État de Moscou, où elle continue à travailler avec Pavel Alexandrov. Elle y poursuit ses recherches et donne des cours d'algèbre abstraite et de géométrie algébrique. Elle travaille avec les spécialistes de la topologie que sont Lev Pontriaguine et Nikolai Tchebotariov, qui plus tard diront leur admiration pour ses contributions en théorie de Galois.
Bien que la politique ne joue pas un rôle central dans sa vie, Noether s'intéresse vivement à la chose politique et, selon Alexandrov, affiche un soutien considérable à la révolution russe de 1917. Elle est particulièrement heureuse de voir les avancées soviétiques dans les différents domaines des sciences et des mathématiques. Cette attitude lui cause des problèmes en Allemagne, jusqu'à provoquer son éviction de la pension dans laquelle elle logeait après que des responsables étudiants se furent plaints de vivre sous le même toit qu'« une Juive aux penchants marxistes ».
Noether projette de retourner à Moscou, avec l'aide d'Alexandrov. Après qu'elle eut quitté l'Allemagne en 1933, il essaie de l'aider à obtenir une chaire à l'université d'État de Moscou via le ministère soviétique de l'Éducation. Bien que cet essai s'avère infructueux, ils continuent à correspondre fréquemment pendant les années 1930 et, en 1935, elle envisage à nouveau de retourner en Union des républiques socialistes soviétiques. Pendant ce temps, son frère Fritz a accepté un poste à l'Institut de Recherche en Mathématiques et Mécanique à Tomsk, en Sibérie, après avoir lui aussi perdu son emploi en Allemagne.

### Reconnaissance
En 1932, Emmy Noether et Emil Artin reçoivent le prix Alfred Ackermann-Teubner pour leurs contributions en mathématiques. Le montant du prix s'élève à 500 reichsmarks et est vu comme un long retard d'impayé pour ses travaux considérables en mathématiques. Cependant, ses collègues expriment leur déception de ne pas la voir élue à l'Académie des sciences de Göttingen ni promue au poste de Ordentlicher Professor, (professeur à part entière).
Les collègues de Noether fêtent ses cinquante ans en 1932 dans un style typiquement mathématicien. Helmut Hasse lui consacre un article dans les Mathematische Annalen, dans lequel il confirme l'intuition de Noether selon laquelle certains aspects de l'algèbre non commutative sont plus simples que l'algèbre commutative en prouvant une loi de réciprocité quadratique non commutative. Cela fait immensément plaisir à Noether. Il lui envoie également une énigme, la mμν-riddle of syllables (Énigme mμν des syllabes), qu'elle résout immédiatement. Cette énigme a été perdue depuis,.
En septembre de cette même année, Noether donne une conférence plénière (großer Vortrag) sur les systèmes hypercomplexes dans leurs relations avec l'algèbre commutative et la théorie des nombres au congrès international des mathématiciens à Zurich. Le congrès rassemble 800 personnes, dont les collègues de Noether Hermann Weyl, Edmund Landau et Wolfgang Krull. Il y a 420 participants officiels et 21 conférences y sont présentées. La mise en avant de Noether en tant qu'oratrice est une reconnaissance de l'importance de ses contributions aux mathématiques. Le congrès de 1932 est parfois décrit comme le point culminant de sa carrière,.

### Expulsion de Göttingen
Quand Adolf Hitler devient chancelier en janvier 1933, l'activité nazie se répand dans tout le pays. À l'université de Göttingen, l'Association des Étudiants allemands mène l'attaque contre l'« esprit non allemand » et est aidée par un Privatdozent nommé Werner Weber, un ancien étudiant de Noether. Les comportements antisémites créent un climat hostile aux professeurs juifs. Un jeune manifestant aurait exigé : « les étudiants aryens veulent des mathématiques aryennes et non des mathématiques juives ».
Une des premières actions du gouvernement d'Hitler est la loi allemande sur la restauration de la fonction publique du 7 avril 1933 qui exclut les fonctionnaires juifs ou politiquement suspects de leurs emplois, à moins qu'ils n'aient démontré leur loyauté à l'Allemagne en ayant servi sous les drapeaux pendant la Première Guerre mondiale. Cette loi concerne notamment les professeurs d'université. En avril 1933, Noether reçoit une notification du ministère prussien des Sciences, des Arts et de l'Éducation qui lui signifie : « En application du paragraphe 3 de la loi sur la Fonction publique du 7 avril 1933, par la présente je vous retire le droit d'enseigner à l'université de Göttingen »,. Plusieurs collègues de Noether, dont Max Born et Richard Courant, sont également révoqués,. Noether accepte la décision calmement et soutient ses amis dans ces temps difficiles. Hermann Weyl écrira plus tard « Emmy Noether, avec son courage, sa franchise, son détachement devant son propre destin, son esprit de conciliation, était, au milieu de la haine, de la mesquinerie, du désespoir et de la tristesse qui nous entouraient, un réconfort moral ». Typiquement, elle reste concentrée sur les mathématiques, réunissant ses étudiants dans son appartement pour discuter de la théorie des corps de classes. Quand un de ses étudiants apparaît en uniforme des SA, elle ne montre aucun signe d'agitation et même, paraît-il, en rit plus tard,.

### Bryn Mawr

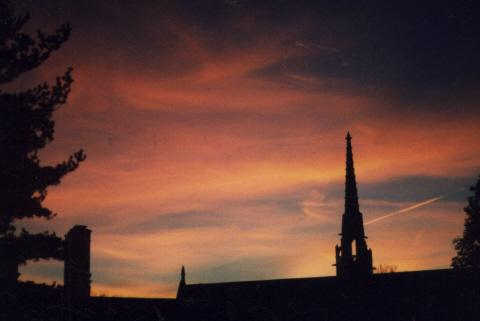
Le Bryn Mawr College accueillit Noether à la fin de sa vie.

Comme des dizaines de professeurs sans emploi commencent à chercher des postes hors d'Allemagne, leurs collègues des États-Unis tentent de leur porter assistance. Albert Einstein et Hermann Weyl sont embauchés par l'Institute for Advanced Study à Princeton (New Jersey), alors que d'autres cherchent un mécène, nécessaire pour une immigration légale. Noether est contactée par les représentants de deux institutions éducatives : le Bryn Mawr College aux États-Unis et le Somerville College de l'université d'Oxford, en Angleterre. Après quelques négociations avec la Fondation Rockefeller, une bourse est accordée à Noether pour Bryn Mawr et elle y prend son poste fin 1933.
À Bryn Mawr, Noether rencontre et lie amitié avec Anna Wheeler, qui a étudié à Göttingen juste avant l'arrivée de Noether. La présidente du college, Marion Edwards Park, apporte également son soutien à Noether. Elle invite avec enthousiasme des mathématiciens de la région pour « voir le Dr. Noether en action ! ». Noether et un petit groupe d'étudiants étudient rapidement le livre de van der Waerden Moderne Algebra I (1930) et des parties de Theorie der algebraischen Zahlen (Théorie des nombres algébriques, 1908) d'Erich Hecke.
En 1934, Noether commence une série de conférences à l'Institute for Advanced Study à l'invitation d'Abraham Flexner et Oswald Veblen. Elle travaille avec Abraham Albert et Harry Vandiver et encadre leurs recherches. Cependant, elle remarque qu'elle n'est pas la bienvenue à Princeton, « l'université des hommes, où aucune femme n'est admise ».
Son séjour aux États-Unis est agréable, car elle est entourée de collègues qui la soutiennent et absorbée par ses sujets favoris,. À l'été 1934, elle retourne brièvement en Allemagne pour voir Emil Artin et son frère Fritz avant qu'il ne parte pour Tomsk. Bien que beaucoup de ses anciens collègues aient quitté les universités, contraints et forcés, elle parvient à utiliser la bibliothèque en tant que « chercheur étranger »,.

### Mort

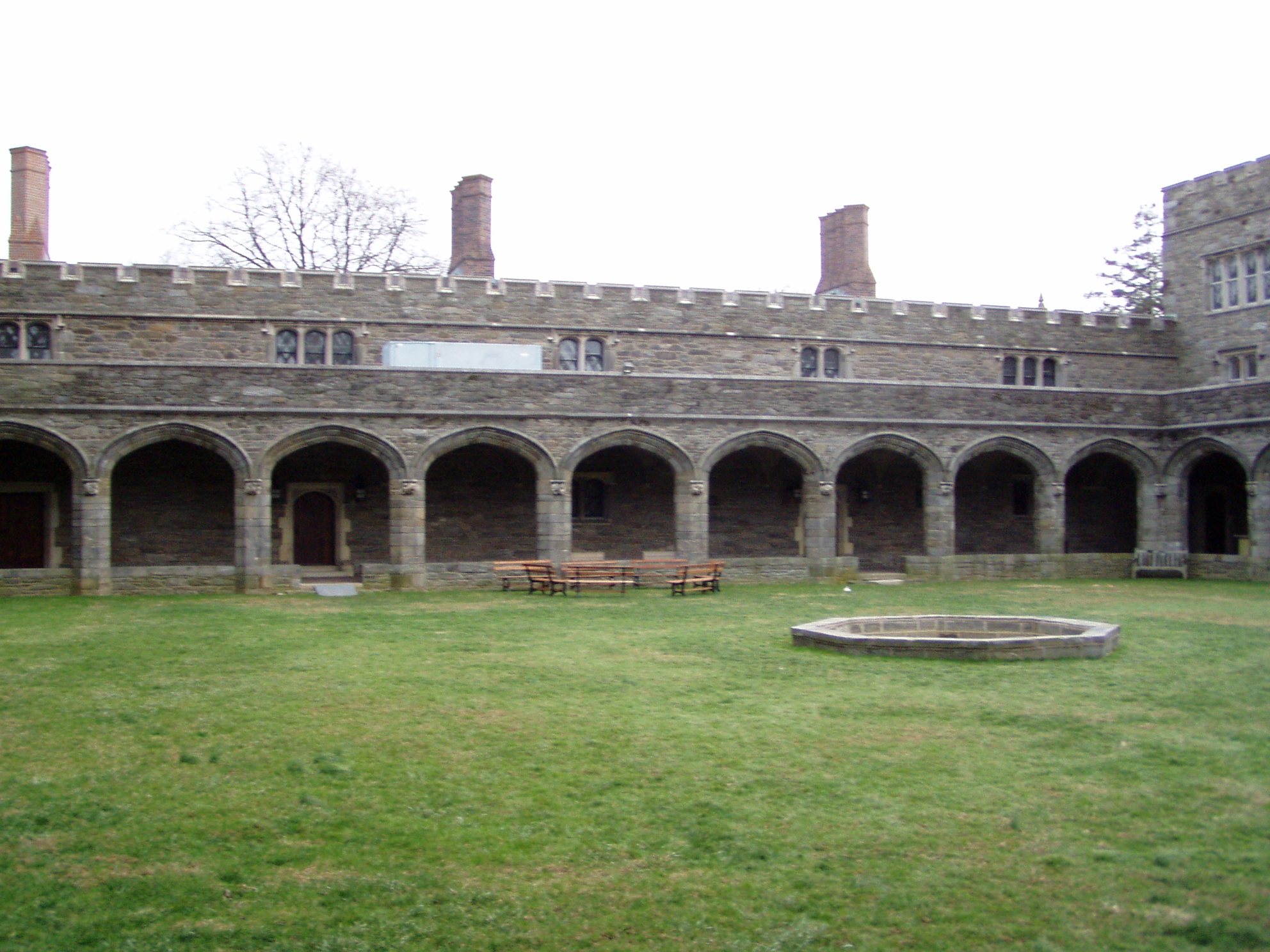
Cloître de la bibliothèque M. Carey Thomas du Bryn Mawr College, où repose Emmy Noether.

En avril 1935, les médecins diagnostiquent une tumeur dans l'abdomen d'Emmy Noether. Inquiets de possibles complications post-opératoires, ils prescrivent tout d'abord deux jours d'alitement. Durant l'opération, ils découvrent un kyste ovarien « de la taille d'un gros melon ». Deux autres tumeurs dans son utérus semblent bénignes et ne sont pas ôtées pour éviter de prolonger l'opération. Pendant trois jours, sa convalescence paraît se dérouler normalement et elle se remet rapidement d'un collapsus cardio-vasculaire le quatrième jour. Le 14 avril, elle perd connaissance, sa température monte à 42,8 °C et elle meurt. Un des praticiens écrira : « Il n'est pas facile de dire ce qu'il s'est passé dans le cas du Dr. Noether. Il est possible que ce soit une rare et violente infection qui ait frappé la base du cerveau, là où les centres de régulation de la température sont supposés se trouver. »
Quelques jours plus tard, ses amis et connaissances de Bryn Mawr organisent une petite cérémonie commémorative chez la présidente Park. Hermann Weyl et Richard Brauer font le voyage depuis Princeton et évoquent avec Wheeler et Taussky leur collègue défunte. Dans les mois qui suivent, des hommages écrits commencent à apparaître de par le monde : Albert Einstein se joint à van der Waerden, Weyl et Pavel Alexandrov. Sa dépouille est incinérée et les cendres enterrées sous la galerie qui entoure le cloître de la bibliothèque M. Carey Thomas du Bryn Mawr College.

## Apports en mathématiques et physique
Avant tout, Noether restera pour la postérité une algébriste, bien que son travail ait aussi d'importantes conséquences en physique théorique et en topologie. Elle montre une grande propension au raisonnement abstrait, ce qui lui permet d'aborder les problèmes de mathématiques d'un point de vue nouveau et original,. Son ami et collègue Hermann Weyl partage ses recherches en trois périodes.
La première période est surtout consacrée aux invariants différentiels et algébriques, en commençant par sa thèse dirigée par Paul Albert Gordan. Ses horizons mathématiques s'élargissent et ses travaux deviennent plus généraux et abstraits lorsqu'elle se familiarise avec l'œuvre de David Hilbert, à travers de proches interactions avec un successeur de Gordan, Ernst Sigismund Fischer. Après son arrivée à Göttingen en 1915, elle produit ses résultats fondateurs pour la physique : les deux théorèmes de Noether.
Durant la deuxième période (1920 – 1926), Noether se consacre au développement de la théorie des anneaux.
Pendant la troisième période (1927 – 1935), elle se concentre sur l'algèbre non commutative, les transformations linéaires et les corps de nombres commutatifs.

### Contexte historique
En un siècle, de 1832 à la mort de Noether en 1935, les mathématiques, et en particulier l'algèbre, connaissent une profonde révolution dont les répercussions se font encore sentir aujourd'hui. Les mathématiciens des siècles précédents travaillaient sur des méthodes pratiques pour résoudre des types spécifiques d'équations, par exemple les équations du troisième degré, équations quartiques, etc., ainsi que sur les problèmes de construction à la règle et au compas de polygones réguliers. Cette révolution débute par la création par Carl Friedrich Gauss de l'ensemble des entiers de Gauss et l'étude de leurs propriétés (vers 1831), suivie de l'introduction en 1832 par Évariste Galois des groupes de permutation (bien qu'à cause de sa mort, ses travaux ne soient publiés qu'en 1846 par Liouville), puis de la découverte des quaternions par William Rowan Hamilton en 1843, et enfin de la définition plus moderne des groupes par Arthur Cayley en 1854. La recherche s'oriente alors vers la détermination de systèmes toujours plus abstraits définis par des règles toujours plus générales. Les apports les plus importants de Noether aux mathématiques concernent ce nouveau domaine : l'algèbre abstraite.

#### Algèbre abstraite etbegriffliche Mathematik(mathématiques conceptuelles)
Les groupes et les anneaux sont deux concepts de base en algèbre abstraite, généralisant les opérations usuelles (l'addition pour les groupes, l'addition et la multiplication pour les anneaux). Leur utilisation, bien que coûteuse en abstraction, va permettre d'unifier de nombreux domaines (comme les corps de nombres et les polynômes dans le cas des anneaux) et de simplifier des preuves, qui en travaillant dans les ensembles particuliers, étaient coûteuses.
Les groupes sont souvent étudiés à travers leurs représentations, c'est-à-dire à l'aide de fonctions (telles que les déplacements de l'espace) se comportant comme les éléments du groupe ; dans ce contexte, ces fonctions sont généralement appelées les symétries de l'espace considéré. Noether a utilisé ces symétries dans ses travaux sur les invariants en physique. D'autres outils puissants similaires permettent d'étudier les anneaux, par exemple l'utilisation de modules.
Les théorèmes d'algèbre abstraite sont puissants car généraux ; ils régissent de nombreux systèmes. On pourrait imaginer que peu de conclusions puissent être tirées d'objets définis à partir d'un nombre si restreint de propriétés, mais au contraire c'est là que réside l'apport de Noether : découvrir le maximum qui puisse être conclu à partir d'un ensemble donné de propriétés ou, réciproquement, identifier l'ensemble minimum, les propriétés essentielles responsables d'une observation particulière. Au contraire de la plupart des mathématiciens, elle ne produit pas des abstractions en généralisant à partir d'exemples connus, mais travaille directement dans l'abstraction. Comme le rappelle van der Waerden dans son hommage funèbre :

« La devise par laquelle Emmy Noether était guidée pour son travail pourrait être formulée ainsi : toutes les relations entre les nombres, les fonctions et les opérations deviennent transparentes, largement applicables et pleinement productives seulement lorsqu'elles ont été séparées des objets particuliers auxquelles elles s'appliquent et reformulées en tant que concepts universels. »

C'est la begriffliche Mathematik (les mathématiques purement conceptuelles) qui caractérise Noether. Ce style de mathématiques a été adopté par d'autres mathématiciens et, après sa mort, a refleuri sous d'autres formes, comme la théorie des catégories.

### Première période (1908 – 1919)

#### Théorie des invariants algébriques

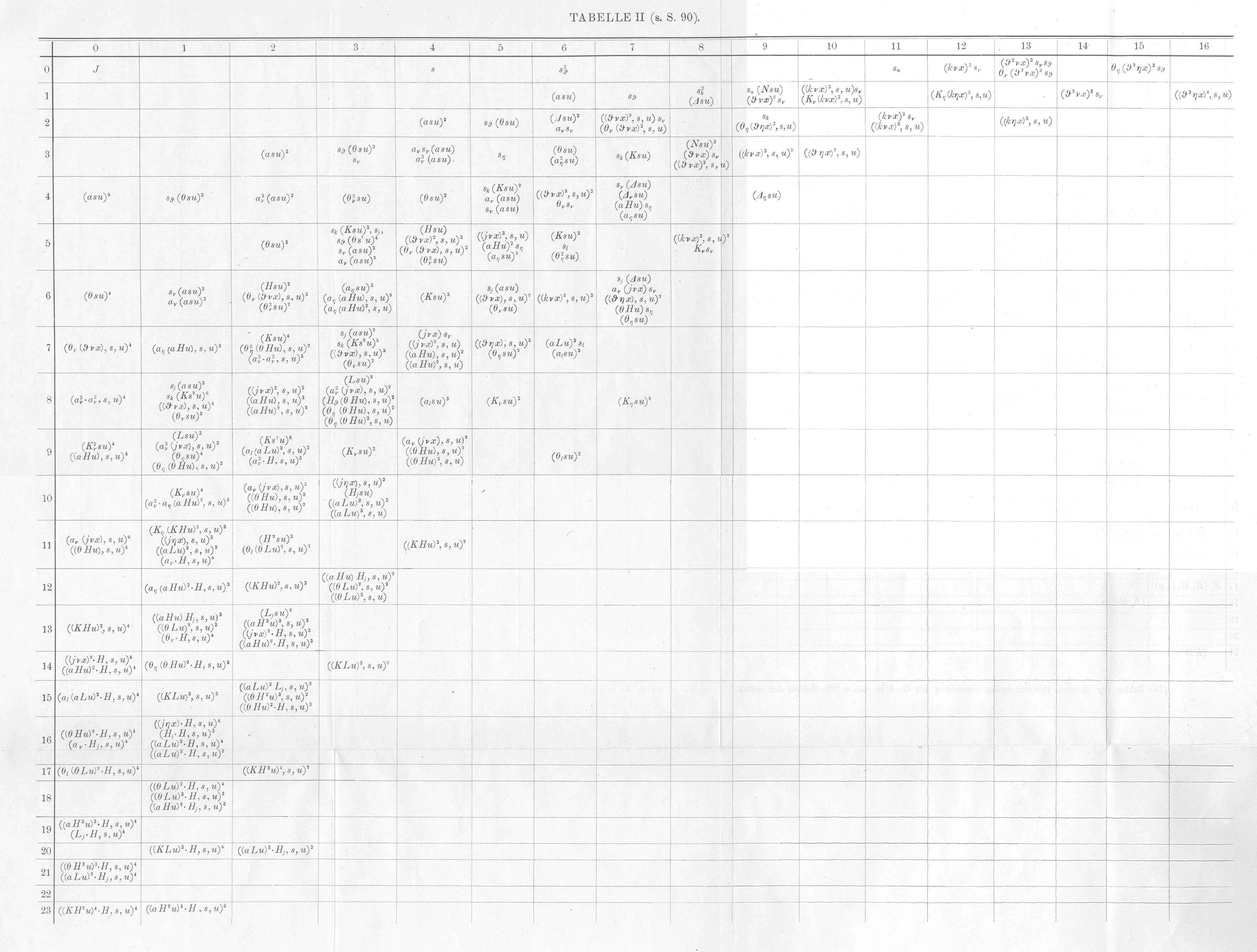
Tableau 2 de la thèse de Noether sur la théorie des invariants. Ce tableau rassemble 202 des 331 invariants des formes biquadratiques ternaires. Ces formes sont catégorisées suivant deux variables, x et u. Les lignes du tableau font la liste des invariants suivant les x croissants, les colonnes suivant les u croissants.

La plus grande partie des travaux de Noether pendant la première période de sa carrière concerne la théorie des invariants, et principalement la théorie des invariants algébriques. La théorie des invariants étudie les expressions qui restent constantes (invariantes) sous l'action d'un groupe de transformations. Par exemple, si une barre rigide pivote, les coordonnées (x, y, z) de ses extrémités changent, mais sa longueur L donnée par la formule L2 = Δx2 + Δy2 + Δz2 reste la même, c'est un invariant (correspondant au groupe des rotations). La théorie des invariants était un sujet de recherche active à la fin du XIXe siècle, impulsé notamment par le programme d'Erlangen de Felix Klein, selon lequel les différentes géométries devaient être caractérisées par leurs invariants par des transformations, par exemple le birapport pour la géométrie projective.
L'exemple archétypal d'invariant est le discriminant B2 − 4AC d'une forme quadratique binaire Ax2 + Bxy + Cy2. Le discriminant est un invariant car il reste inchangé par les substitutions linéaires x ↦ ax + by, y ↦ cx + dy dont le déterminant ad − bc est égal à 1. Ces substitutions forment le groupe spécial linéaire noté SL2 (il n'y a pas d'invariant correspondant au groupe général linéaire formé de toutes les transformations linéaires inversibles, car la multiplication par un scalaire en fait partie ; pour remédier à cet inconvénient, la théorie classique des invariants introduisait également des invariants relatifs, définis à un facteur d'échelle près). On peut rechercher l'ensemble des polynômes en A, B, et C qui sont inchangés par l'action de SL2 ; on les appelle les invariants des formes quadratiques à deux variables, et on montre que ce sont les polynômes formés à partir du discriminant. Plus généralement, les invariants de polynômes homogènes de degré plus élevé A0xry0 +... + Arx0yr sont des polynômes en les coefficients A0... , Ar, et l'on peut, plus généralement encore, s'intéresser au cas où il y a plus de deux variables.
L'un des buts principaux de la théorie des invariants était de résoudre le problème de la base finie, c'est-à-dire de savoir s'il est possible d'obtenir tous les invariants par sommes et produits d'une liste finie d'invariants, appelés générateurs. Ainsi, le discriminant constitue une telle liste (réduite à un élément) pour l'ensemble des formes quadratiques à deux variables. Le directeur de recherches de Noether, Paul Albert Gordan, était connu comme le « roi de la théorie des invariants », et sa principale contribution aux mathématiques était sa résolution, en 1870, du problème de la base finie pour les polynômes homogènes à deux variables de degré quelconque,. Sa méthode permettait, de façon constructive, de trouver tous les invariants et leurs générateurs, mais il ne parvint pas à la généraliser au cas de trois variables. En 1890, David Hilbert obtint un résultat analogue pour un nombre quelconque de variables,, valable qui plus est pour d'autres sous-groupes du groupe linéaire, tels que le groupe orthogonal. Cependant, cette démonstration suscita des controverses, parce qu'elle n'était pas constructive (il devait préciser sa méthode et la rendre constructive dans des travaux ultérieurs). Dans sa thèse de 1907, Emmy Noether étendit la méthode de calcul de Gordan aux polynômes homogènes à trois variables ; cette approche explicite rendait possible l'étude des relations entre les invariants.

#### Théorie de Galois
La théorie de Galois étudie les isomorphismes des corps de nombres qui permutent les solutions d'une équation algébrique. En particulier, le groupe de Galois d'un polynôme est l'ensemble des isomorphismes de son corps de décomposition préservant le corps de base (donc permutant les racines du polynôme). L'importance de ce groupe vient du théorème fondamental de la théorie de Galois, montrant que les corps compris entre le corps de base et le corps de décomposition sont en bijection avec les sous-groupes du groupe de Galois.
En 1918, Emmy Noether publia un article fondamental concernant le problème de Galois inverse, c'est-à-dire la question de déterminer, étant donné un corps et un groupe, s'il est possible de trouver une extension de ce corps dont le groupe de Galois soit isomorphe au groupe donné. Elle réduisit cette question au problème de Noether, lequel consiste à déterminer si, étant donné un sous-groupe G du groupe symétrique Sn agissant sur le corps k(x1, ... , xn), le corps des éléments laissés invariants par G est toujours une extension transcendante pure du corps k (elle avait mentionné ce problème dans un article de 1913, en l'attribuant à Fischer) ; elle parvint à démontrer ce résultat pour n = 2, 3, ou 4. En 1969, Richard Swan obtint un contre-exemple au problème de Noether, avec n = 47 et G un groupe cyclique d'ordre 47. Le problème de Galois inverse reste encore non résolu dans le cas général.

#### Physique
Noether fut invitée à Göttingen en 1915 par David Hilbert et Felix Klein, qui voulaient profiter de son expertise en théorie des invariants pour les aider à éclaircir certains aspects mathématiques de la relativité générale, une théorie géométrique de la gravitation développée principalement par Albert Einstein. Hilbert avait remarqué que le principe de la conservation de l'énergie semblait violé par la nouvelle théorie, l'énergie gravitationnelle pouvant elle-même créer une force d'attraction. Noether fournit une explication de ce paradoxe, et développa à cette occasion un outil fondamental de la physique théorique contemporaine, avec le premier théorème de Noether, qu'elle démontra en 1915, mais ne publia qu'en 1918. Sa solution ne s'appliquait pas qu'à la relativité générale, mais déterminait les quantités conservées pour n'importe quel système de lois physiques possédant une « symétrie ». Par exemple, si le comportement d'un système physique ne dépend pas de son orientation dans l'espace (le groupe de symétrie correspondant étant donc le groupe des rotations), le théorème de Noether montre qu'un nombre correspondant au moment cinétique du système doit être conservé.
À la réception de son travail, Einstein écrivit à Hilbert : « J'ai reçu hier de Mademoiselle Noether un article fort intéressant sur les invariants. J'ai été impressionné par le degré de généralité apporté par cette analyse. La vieille garde à Göttingen devrait prendre des leçons de Mademoiselle Noether ; elle semble maîtriser le sujet ! ».
Le théorème de Noether est devenu un outil fondamental de la physique théorique, non seulement à cause de l'éclairage qu'il apporte aux lois de conservation, mais aussi comme une méthode de calcul effective. De plus, il facilite l'étude de nouvelles théories : si une telle théorie possède une symétrie, le théorème garantit l'existence d'un invariant, lequel doit être expérimentalement observable.

### Deuxième période (1920 – 1926)
Bien que les résultats obtenus par Emmy Noether durant sa première période aient été impressionnants et se soient révélés d'une grande utilité pratique, sa réputation en tant que mathématicienne repose davantage sur le travail novateur qu'elle accomplit par la suite, comme l'ont fait remarquer Hermann Weyl et B. L. van der Waerden dans leurs hommages posthumes.
Durant ses deux dernières périodes de production, Emmy Noether ne se contenta pas seulement d'appliquer des idées et des méthodes déjà connues, mais elle proposa de nouvelles définitions qui seraient par la suite universellement utilisées. En particulier, elle créa une théorie complètement nouvelle des idéaux, généralisant un travail antérieur de Richard Dedekind. Les outils qu'elle introduisit à cette occasion, comme les conditions de chaîne, lui permirent d'aborder sous de nouvelles perspectives les questions de la théorie de l'élimination et de la théorie des variétés algébriques qui avaient été étudiées par son père.
Elle est renommée pour sa contribution à la fondation de l'algèbre structuraliste. En effet, si de nombreuses structures étaient déjà introduites avant ses travaux (le concept d'idéal par Dedekind ou encore le concept d'anneau par Fraenkel), elles avaient été introduites en partant des propriétés des domaines auxquelles elles se rattachaient (les nombres algébriques pour le concept d'idéal) et n'avait pas été reliées entre elles (Fraenkel ne reliera pas les anneaux aux idéaux). Non seulement Emmy Noether reliera ces structures entre elles en les détachant des propriétés des systèmes qui avaient permis leurs introductions mais elle adoptera aussi, via les théorèmes d'homomorphisme et d'isomorphismes, un traitement des concepts qui en fait le premier traitement structuraliste au sens où on l'entend aujourd'hui. Ainsi, dans son article de 1927 Abstrakter Aufbau der Idealtheorie in algebraischen Zahl- und Funktionenkörpern elle introduira un traitement de l'algèbre en termes d'idéaux, de modules, sous-modules et de relations entre eux (via les morphismes et isomorphismes) contrairement au traitement antérieur qui utilisaient les éléments des modules et leurs opérations. Cette manière d'énoncer des propriétés et de les démontrer explique qu'elle soit vue comme la mère de l'algèbre structuraliste telle que nous la connaissons aujourd'hui.

#### Conditions de chaînes descendantes et ascendantes
Pendant cette période, Noether devint célèbre pour son utilisation adroite des conditions de chaîne ascendante (Teilerkettensatz) ou descendante (Vielfachenkettensatz). Une suite de sous-ensembles A0, A1, A2… de S est dite strictement croissante si chacun est strictement inclus dans le suivant : A0⊊A1⊊A2⊊… ; la condition de chaîne ascendante demande qu'une telle suite soit toujours finie, si elle satisfait à une condition supplémentaire, telle qu'une certaine propriété devant être vraie pour tous les Ak. De même, la condition de chaîne descendante demande qu'une suite de la forme A0⊋A1⊋A2⊋… soit toujours finie. Dans un langage plus moderne, cela revient à dire que la relation d'inclusion est une relation bien fondée.
De nombreux types de structures en algèbre abstraite peuvent satisfaire des conditions de chaîne ; un objet satisfaisant une condition de chaîne ascendante est souvent appelé « noethérien » en son honneur. Ainsi, un anneau noethérien est un anneau vérifiant une condition de chaîne ascendante sur ses idéaux, un espace noethérien est un espace topologique dont les ouverts vérifient une condition de chaîne ascendante, etc.
Emmy Noether utilisa ces conditions (qui peuvent sembler assez faibles) pour obtenir de nombreux résultats puissants, voisins de ceux fournis par le lemme de Zorn ; ainsi, elle put souvent montrer qu'un objet complexe admettait un ensemble de générateurs plus simples, ou que tout ensemble de sous-objets d'un certain type possédait un élément minimal ou maximal.
Une autre application des conditions de chaîne est la méthode de récurrence noethérienne (connue aussi sous le nom de récurrence bien fondée), permettant souvent de réduire la démonstration d'une propriété de tous les objets d'une collection donnée à celle de cette propriété pour quelques objets particuliers. De même, si par exemple une condition de chaîne descendante est vérifiée, l'ensemble des contre-exemples éventuels à la propriété contient un contre-exemple minimal ; il suffit ainsi, pour prouver qu'il n'existe en fait pas de contre-exemple, de montrer que pour tout contre-exemple, il existe un contre-exemple plus petit (cette version de la récurrence noethérienne généralise la méthode de descente infinie due à Pierre de Fermat).

#### Anneaux commutatifs, idéaux et modules
En 1921, l'article de Noether, Idealtheorie in Ringbereichen (Théorie des idéaux dans les anneaux) posa les fondations de la théorie générale des anneaux commutatifs, en en donnant l'une des premières définitions abstraites. Avant ce travail, la plupart des résultats obtenus en algèbre commutative étaient restreints à des cas particuliers d'anneaux, tels que les anneaux de polynômes ou les anneaux d'entiers algébriques. Noether montra que dans un anneau dont les idéaux satisfont à la condition de chaîne ascendante, tout idéal est engendré par un nombre fini d'éléments de l'anneau ; en 1943, Claude Chevalley proposa d'appeler « anneau noethérien » un anneau satisfaisant cette propriété.
Un résultat essentiel de l'article de 1921 est le théorème de Lasker-Noether, étendant le théorème de Lasker sur la décomposition des idéaux des anneaux de polynômes à tous les anneaux noethériens. Ce théorème peut être vu comme une généralisation du théorème fondamental de l'arithmétique, affirmant l'existence et l'unicité de la décomposition des entiers en produit de nombres premiers.
En 1927, Noether obtint, dans un article intitulé Abstrakter Aufbau der Idealtheorie in algebraischen Zahl- und Funktionenkörpern (Structure abstraite de la théorie des idéaux des corps de nombres et de fonctions algébriques), une caractérisation des anneaux dans lesquels les idéaux possèdent une factorisation unique en idéaux premiers : ce sont les anneaux de Dedekind (qu'elle caractérisa comme étant les anneaux noethériens de dimension de Krull 0 ou 1, intégralement clos dans leur corps des quotients). Cet article contient également des résultats actuellement appelés théorèmes d'isomorphisme, et d'autres résultats fondamentaux concernant les modules noethériens et artiniens.

#### Théorie de l'élimination
La théorie de l'élimination cherche traditionnellement à éliminer une ou plusieurs variables d'un système d'équations polynomiales, généralement en utilisant le résultant.
Entre 1923 et 1924, Noether appliqua ses méthodes d'étude des idéaux à la théorie de l'élimination, dans une formulation qu'elle attribua à l'un de ses étudiants, Kurt Hentzelt, montrant que des théorèmes fondamentaux concernant la factorisation des polynômes pouvaient être obtenus directement.

#### Invariants des groupes finis
Les techniques non constructives telles que celles utilisées par Hilbert pour sa solution du problème de la base finie ne permettent pas d'obtenir d'informations quantitatives sur le nombre des invariants sous l'action d'un groupe, et ne s'appliquent de plus pas dans tous les cas. Dans son article de 1915, Noether avait déjà obtenu une solution à ce problème pour le cas d'un groupe fini G agissant sur un espace vectoriel de dimension finie (sur un corps de caractéristique nulle), montrant que l'anneau des invariants est engendré par des invariants homogènes dont le degré est inférieur à l'ordre du groupe (ce résultat est appelé la borne de Noether). Cet article donnait deux démonstrations, valables également lorsque la caractéristique du corps était première avec |G| !, la factorielle de l'ordre du groupe G. Le nombre de générateurs ne satisfait pas forcément la borne de Noether lorsque la caractéristique du corps divise |G|, mais Noether ne réussit pas à déterminer si la borne était correcte dans le cas intermédiaire où cette caractéristique divise |G| ! mais non |G|. Ce problème, connu sous le nom de lacune de Noether, resta ouvert durant de nombreuses années, jusqu'à ce qu'il soit résolu indépendamment par Fleischmann en 2000 et Fogarty en 2001, qui montrèrent que la borne reste vraie dans ce cas,.
En 1926, Noether étendit le théorème de Hilbert aux représentations d'un groupe fini sur un corps de caractéristique quelconque ; le cas que Hilbert n'avait pas traité est celui où cette caractéristique divise l'ordre du groupe. Ce résultat fut par la suite encore étendu par William Haboush à tous les groupes réductifs, lors de sa démonstration d'une conjecture de Mumford. Dans cet article, Noether introduisait également le lemme de normalisation, caractérisant les algèbres de type fini sur un corps.

#### Contributions en topologie

Déformation continue (homotopie) d'une tasse de café en beignet (une plaisanterie traditionnelle veut qu'un topologue soit quelqu'un qui ne sait pas faire la différence).

Dans leurs hommages posthumes, Pavel Alexandrov et Hermann Weyl firent remarquer que les contributions de Noether à la topologie illustrent sa générosité en matière d'idées, et montrent comment ses intuitions pouvaient transformer des domaines mathématiques entiers.
On attribue à Noether l'idée fondamentale de l'introduction des groupes d'homologie, qui devait amener au développement de la topologie algébrique à partir d'une théorie plus ancienne, la topologie combinatoire. Selon Alexandrov, Noether assista à des conférences données par Heinz Hopf et lui-même durant les étés 1926 et 1927, pendant lesquelles « elle faisait continuellement des remarques, souvent profondes et subtiles ». Il précise que « lorsqu'elle découvrit les constructions de la topologie combinatoire, elle remarqua immédiatement qu'il serait utile d'étudier directement le groupe des complexes algébriques et des cycles d'un polyèdre donné, et le sous-groupe des cycles homologues à zéro ; à la place de la définition usuelle des nombres de Betti, elle proposa de définir le groupe de Betti comme le quotient du groupe des cycles par le groupe des cycles nuls. Cette remarque semble à présent évidente, mais, en ces années-là (1925-1928), c'était un point de vue complètement original. »
Cette suggestion de Noether d'étudier la topologie à l'aide d'outils algébriques fut immédiatement adoptée par Hopf, Alexandrov et d'autres, et devint un sujet de discussions fréquentes parmi les mathématiciens de Göttingen. Noether remarqua que son introduction du groupe de Betti rendait la formule d'Euler-Poincaré facile à comprendre, et le travail de Hopf sur ces questions « porte l'empreinte de ces remarques d'Emmy Noether ». Cependant, Noether elle-même ne mentionna ses idées topologiques que dans une remarque incidente d'une publication de 1926, où elle les cite comme un exemple d'application de la théorie des groupes.

### Troisième période (1927 – 1935)

#### Nombres hypercomplexes et théorie des représentations

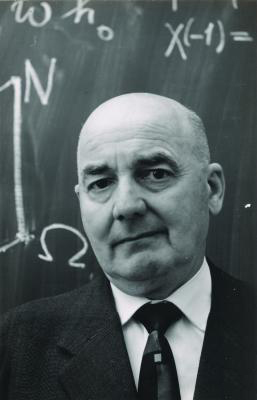
Helmut Hasse travailla avec Noether (et d'autres) pour fonder la théorie des algèbres centrales simples.

Un important travail sur les nombres hypercomplexes et sur les représentations de groupes avait été accompli au dix-neuvième siècle et au début du vingtième, mais les résultats obtenus restaient disparates. Emmy Noether unifia ces résultats et construisit la première théorie générale des représentations des groupes et des algèbres. Elle rassembla la théorie de la structure des algèbres associatives et celle de la représentation des groupes en une seule théorie arithmétique des modules et des idéaux d'anneaux satisfaisant à des conditions de chaîne ascendante. Ce travail de Noether, à lui seul, s'avéra d'une importance fondamentale pour le développement de l'algèbre moderne.

#### Algèbre non commutative
Noether est également responsable de nombreux autres progrès en algèbre. Avec Emil Artin, Richard Brauer et Helmut Hasse, elle posa les bases de la théorie des algèbres centrales simples.
Un autre article fondateur de Noether, Hasse et Brauer concerne le cas particulier des algèbres centrales « à division », c'est-à-dire des extensions de corps non nécessairement commutatives. Ils démontrent deux théorèmes importants : un théorème local-global énonçant que si une algèbre centrale simple sur un corps de nombres est déployée localement partout, alors elle est déployée globalement ; ils en déduisent leur Hauptsatz (« théorème principal ») : « toute algèbre à division centrale sur un corps de nombres est cyclique ». Ces théorèmes permettent une classification complète de ces algèbres sur un corps de nombres donné.
Un article ultérieur de Noether montra (comme cas particulier d'un théorème plus général) que tous les sous-corps maximaux d'une algèbre à division sont des corps de déploiement. Cet article contient également le théorème de Skolem-Noether, affirmant que deux plongements d'une extension d'un corps k dans une algèbre centrale simple de dimension finie sur k sont conjugués. Enfin, un théorème de Brauer et Noether donne une caractérisation des corps de déploiement des algèbres centrales à division.

## Hommages

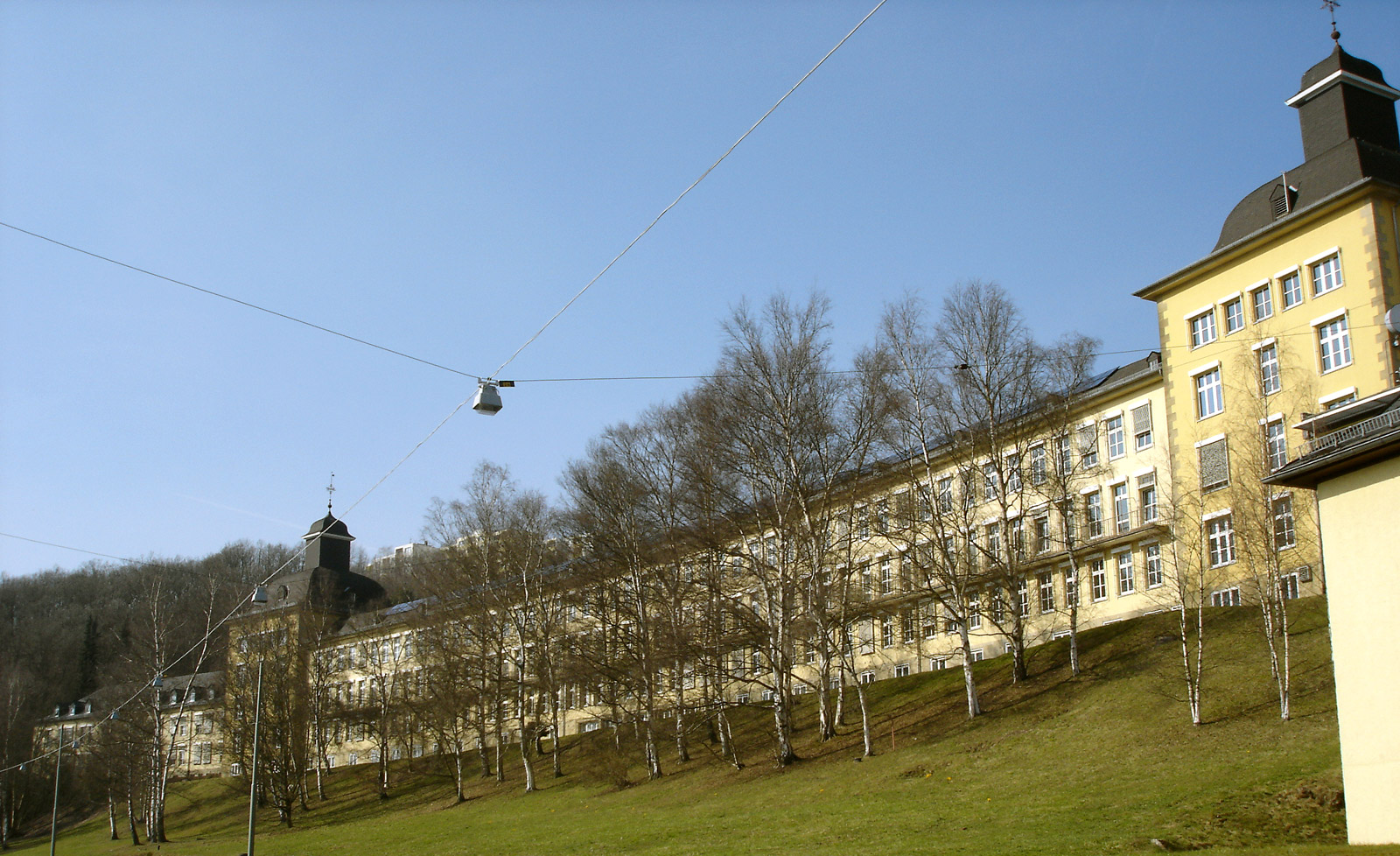
Le campus Emmy Noether de l'université de Siegen en Allemagne.

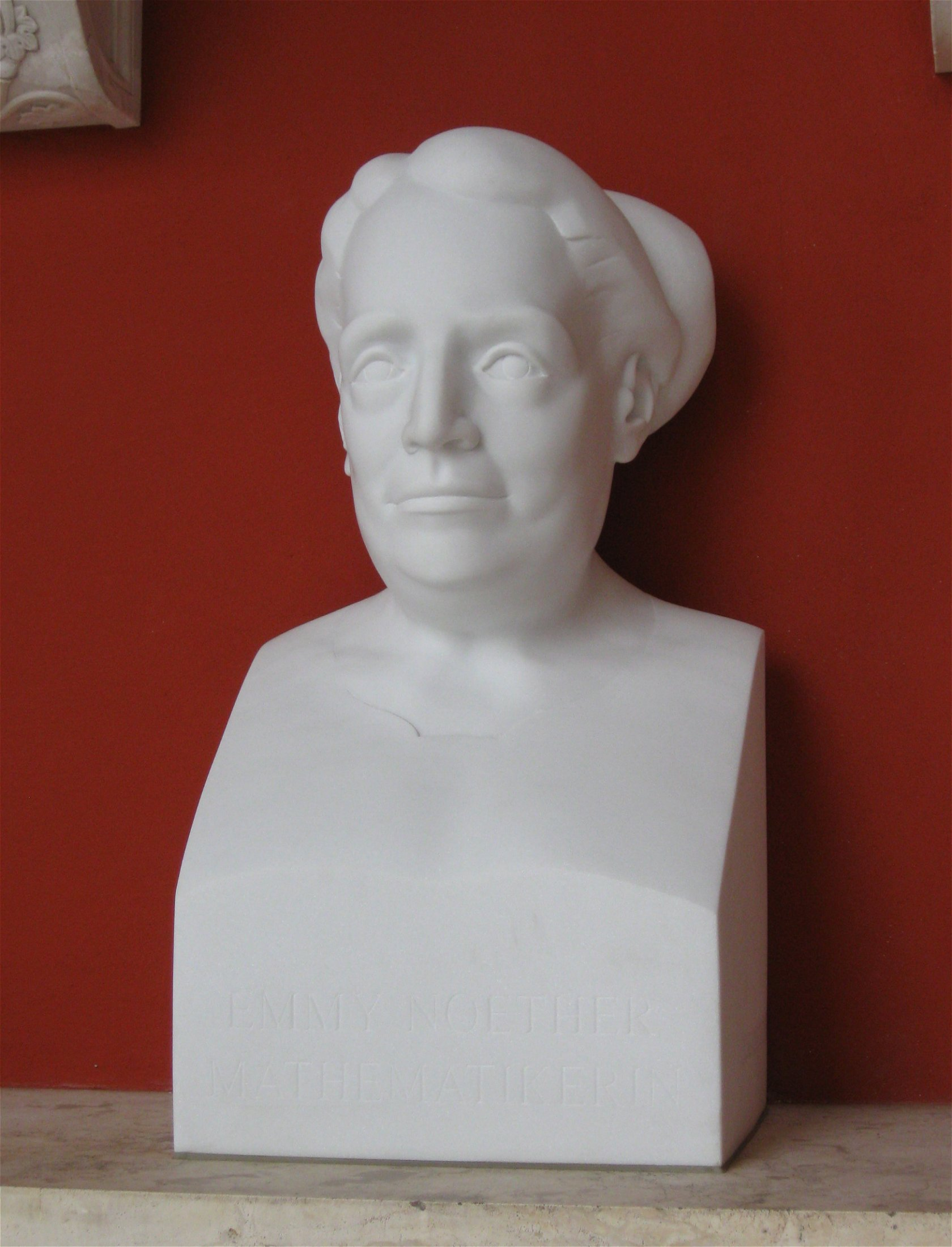
Buste d'Emmy Noether à la Ruhmeshalle de Munich.

Les idées de Noether sont toujours pertinentes pour le développement de la physique théorique et des mathématiques. Elle est constamment classée parmi les plus grands mathématiciens du XXe siècle. Dans son hommage posthume, son confrère algébriste van der Waerden écrit que son originalité mathématique était « absolument au-delà de toute comparaison » et Hermann Weyl considère que Noether « a changé la face de l'algèbre par son travail ». Pendant sa vie et jusqu'à nos jours, Noether a été considérée comme la plus grande mathématicienne de l'histoire par les autres mathématiciens, comme Pavel Alexandrov, Hermann Weyl et Jean Dieudonné.

Le 2 janvier 1935, quelques mois avant la mort de Noether, le mathématicien Norbert Wiener écrit que 

« Mademoiselle Noether est [...] la plus grande mathématicienne qui a jamais vécu, et la plus grande femme scientifique vivante, tous domaines confondus, et une savante du même niveau, au moins, que Madame Curie. »

Dans une lettre adressée au New York Times, Einstein écrit, le 1er mai 1935 :

« Selon le jugement de la plupart des mathématiciens compétents en vie, Fräulein Noether était le génie mathématique créatif le plus considérable produit depuis que les femmes ont eu accès aux études supérieures jusqu'à aujourd'hui. Dans le domaine de l'algèbre, qui a occupé les mathématiciens les plus doués depuis des siècles, elle a découvert des méthodes qui se sont avérées d'une importance énorme pour les recherches de l'actuelle nouvelle génération de mathématiciens. »

Dans la section de l'Exposition universelle de 1962 consacrée aux mathématiciens modernes, Noether est la seule femme représentée parmi les mathématiciens les plus notables du monde moderne.
De nombreux hommages ont été rendus à Noether.
- L'Association for Women in Mathematics tient chaque année une conférence Noether pour distinguer les femmes en mathématiques. Dans sa brochure présentant la conférence de 2005, l'association qualifie Noether de « l'un des grands mathématiciens de son temps, quelqu'un qui a travaillé et s'est battue pour ce qu'elle aimait et ce en quoi elle croyait. Sa vie et son travail restent une formidable inspiration[124]. »
- L'association allemande Deutsche Mathematiker-Vereinigung décerne une Conférence Noether.
- L'Union mathématique internationale décerne la Conférence Emmy-Noether (ICM) (de) à l'occasion du Congrès international des mathématiciens (ICM).
- En accord avec son dévouement à ses étudiants, l'université de Siegen abrite ses départements de physique et de mathématiques dans son Campus Emmy Noether[125].
- La Fondation allemande pour la Recherche (Deutsche Forschungsgemeinschaft) met en œuvre le Programme Emmy Noether, qui accorde des bourses aux jeunes chercheurs post-doctorants pour la poursuite de leurs recherches et activité d'enseignement[126].
- Son nom a été donné à des rues de plusieurs villes, dont Saint-Ouen, près de Paris, Munich, Hanovre, Erlangen...
- Le lycée d'Erlangen a été rebaptisé Emmy Noether[120], ainsi qu'un autre lycée à Berlin.
- D'avril 2023 à avril 2024, l'Espace pour la vie (Montréal), avec l'artiste MissMe, rend hommage à Emmy Noether et 6 autres femmes scientifiques, Katherine Johnson, Mary Jackson, Donna Strickland, Vera Rubin, Jocelyn Bell et Lise Meitner, « restées inconnues trop longtemps » avec l'exposition nobELLES dans le Planétarium[127],[128],[129],[130].

Également :
- le cratère Nöther de la face cachée de la Lune ;
- l'astéroïde (7001) Noether

ont été nommés en son honneur,.

## Liste de ses étudiants en doctorat
| Date                     | Nom de l'étudiant | Titre de la thèse | Université | Publication                                               |
| ------------------------ | ----------------- | --- | ---------- | --------------------------------------------------------- |
| 16 décembre 1911         | Hans Falckenberg  | Verzweigungen von Lösungen nichtlinearer Differentialgleichungen                                                              | Erlangen   | Leipzig 1912                                              |
| 4 mars 1916              | Fritz Seidelmann  | Die Gesamtheit der kubischen und biquadratischen Gleichungen mit Affekt bei beliebigem Rationalitätsbereich                   | Erlangen   | Erlangen 1916                                             |
| 25 février 1925          | Grete Hermann     | Die Frage der endlich vielen Schritte in der Theorie der Polynomideale unter Benutzung nachgelassener Sätze von Kurt Hentzelt | Göttingen  | Berlin 1926                                               |
| 14 juillet 1926          | Heinrich Grell    | Beziehungen zwischen den Idealen verschiedener Ringe                                                                          | Göttingen  | Berlin 1927                                               |
| 1927                     | Wilhelm Doräte    | Über einem verallgemeinerten Gruppenbegriff                                                                                   | Göttingen  | Berlin 1927                                               |
| Mort avant la soutenance | Rudolf Hölzer     | Zur Theorie der primären Ringe                                                                                                | Göttingen  | Berlin 1927                                               |
| 12 juin 1929             | Werner Weber      | Idealtheoretische Deutung der Darstellbarkeit beliebiger natürlicher Zahlen durch quadratische Formen                         | Göttingen  | Berlin 1930                                               |
| 26 juin 1929             | Jacob Levitzki    | Über vollständig reduzible Ringe und Unterringe                                                                               | Göttingen  | Berlin 1931                                               |
| 18 juin 1930             | Max Deuring       | Zur arithmetischen Theorie der algebraischen Funktionen                                                                       | Göttingen  | Berlin 1932                                               |
| 29 juillet 1931          | Hans Fitting      | Zur Theorie der Automorphismenringe Abelscher Gruppen und ihr Analogon bei nichtkommutativen Gruppen                          | Göttingen  | Berlin 1933                                               |
| 27 juillet 1933          | Ernst Witt        | Riemann-Rochscher Satz und Zeta-Funktion im Hyperkomplexen                                                                    | Göttingen  | Berlin 1934                                               |
| 6 décembre 1933          | Chiungtze Tsen    | Algebren über Funktionenkörpern                                                                                               | Göttingen  | Göttingen 1934                                            |
| 1934                     | Otto Schilling    | Über gewisse Beziehungen zwischen der Arithmetik hyperkomplexer Zahlsysteme und algebraischer Zahlkörper                      | Marburg    | Braunschweig 1935                                         |
| 1935                     | Ruth Stauffer     | The construction of a normal basis in a separable extension field                                                             | Bryn Mawr  | Baltimore 1936                                            |
| 1935                     | Werner Vorbeck    | Nichtgaloissche Zerfällungskörper einfacher Systeme                                                                           | Göttingen  |                                                           |
| 1936                     | Wolfgang Wichmann | Anwendungen der p-adischen Theorie im Nichtkommutativen Algebren                                                              | Göttingen  | Monatshefte für Mathematik und Physik (1936) 44, 203-224. |

#### En français
- Paul Dubreil, « Emmy Noether », Cahiers du séminaire d'histoire des mathématiques, vol. 7,‎ 1986, p. 15-27 (lire en ligne)
- Yvette Kosmann-Schwarzbach et Laurent Meersseman, Les Théorèmes de Noether : invariance et lois de conservation au XXe siècle : avec une traduction de l'article original, "Invariante Variationsprobleme", Palaiseau, France, Éditions École Polytechnique, 2006, 2e éd. (1re éd. 2004), 173 p. (ISBN 2730211381)
- Biographie : Emmy Noether sur le site bibmath.net
- David E. Rowe, « Emmy Noether : le centenaire d'un théorème », Pour la science, no 490,‎ août 2018, p. 72-78
- Antonio Jesús López Moreno et Adrien Gauthier (Trad.), La rénovatrice de l'algèbre abstraite : Noether, Barcelone, RBA Coleccionables, 2018, 158 p. (ISBN 978-84-473-9334-3).

#### En anglais
- (en) Pavel Alexandrov, « In Memory of Emmy Noether », dans James W. Brewer et Martha K. Smith, Emmy Noether: A Tribute to Her Life and Work, New York, Marcel Dekker, 1981 (ISBN 0-8247-1550-0), p. 99-111.
- (en) Meredith Blue, « Galois Theory and Noether's Problem », Thirty-Fourth Annual Meeting, Florida Section of the MAA,‎ 2001 (lire en ligne [PDF]).
- (en) Nina Byers, « E. Noether's Discovery of the Deep Connection Between Symmetries and Conservation Laws », Proceedings of a Symposium on the Heritage of Emmy Noether, Université Bar-Ilan, Israël,‎ 2-4 décembre 1998 (lire en ligne).
- (en) Nina Byers, « Emmy Noether », dans Nina Byers et Gary Williams, Out of the Shadows: Contributions of 20th Century Women to Physics, Cambridge, CUP, 2006 (ISBN 0-5218-2197-5).
- (en) Auguste Dick (trad. H. I. Blocher), Emmy Noether : 1882–1935, Boston, Birkhäuser, 1981, 232 p. (ISBN 3-7643-3019-8).
- (en) Peter Fleischmann, « The Noether bound in invariant theory of finite groups », Advances in Mathematics, vol. 156, no 1,‎ 2000, p. 23-32 (DOI 10.1006/aima.2000.1952)
- (en) John Fogarty, « On Noether's bound for polynomial invariants of a finite group », Electronic Research Announcements of the AMS, vol. 7,‎ 2001, p. 5-7 (DOI 10.1090/S1079-6762-01-00088-9, lire en ligne)
- (en) Robert Gilmer, « Commutative Ring Theory », dans James W. Brewer et Martha K. Smith, Emmy Noether: A Tribute to Her Life and Work, New York, Marcel Dekker, 1981 (ISBN 0-8247-1550-0), p. 131-143.
- (en) William Haboush, « Reductive groups are geometrically reductive », Ann. of Math., vol. 102,‎ 1975, p. 67-83 (DOI 10.2307/1970974, lire en ligne).
- (en) Peter Hilton, « A Brief, Subjective History of Homology and Homotopy Theory in This Century », Mathematics Magazine, vol. 60, no 5,‎ 1988, p. 282-291 (lire en ligne)
- (en) Ioan James, « Emmy Noether (1882-1935) », dans Remarkable Mathematicians from Euler to von Neumann, Cambridge, CUP, 2002 (ISBN 0-521-81777-3, lire en ligne), p. 321-326
- (en) Clark Kimberling, « Emmy Noether and Her Influence », dans James W. Brewer et Martha K. Smith, Emmy Noether: A Tribute to Her Life and Work, New York, Marcel Dekker, 1981 (ISBN 0-8247-1550-0), p. 3-61.
- (en) Edna Kramer (en), « Noether, Amalie Emmy », dans Complete Dictionary of Scientific Biography, vol. 10, Détroit, éditions Scribner, 2008 (ISBN 978-0-684-31559-1, lire en ligne), p. 137–139
- (en) Tsit Yuen Lam, « Representation Theory », dans James W. Brewer et Martha K. Smith, Emmy Noether: A Tribute to Her Life and Work, New York, Marcel Dekker, 1981 (ISBN 0-8247-1550-0), p. 145-156.
- (en) Leon M. Lederman et Christopher T. Hill, Symmetry and the Beautiful Universe, Amherst, Prometheus Books, 2004, 376 p. (ISBN 1-59102-242-8).
- (en) Saunders Mac Lane, « Mathematics at the University of Göttingen 1831–1933 », dans James W. Brewer et Martha K. Smith, Emmy Noether: A Tribute to Her Life and Work, New York, Marcel Dekker, 1981 (ISBN 0-8247-1550-0), p. 65-78.
- (en) Gunter Malle et Bernd Heinrich Matzat, Inverse Galois theory, Berlin, New York, Springer-Verlag, coll. « Springer Monographs in Mathematics », 1999, 470 p. (ISBN 978-3-540-62890-3, lire en ligne).
- (en) Gottfried E. Noether, « Emmy Noether (1882-1935) », dans Grinstein, L.S. et Campbell, P.J., Women of Mathematics, New York, Greenwood press, 1987 (ISBN 0-313-24849-4).
- (en) Max Noether, « Paul Gordan », Math. Ann., vol. 75, no 1,‎ 1914, p. 1-41 (DOI 10.1007/BF01564521).
- (en) Lynn M. Osen, « Emmy (Amalie) Noether », dans Women in Mathematics, MIT Press, 1974 (ISBN 0-262-15014-X), p. 141-152.
- (en) Peter Roquette, The Brauer-Hasse-Noether theorem in historical perspective, Birkhäuser, coll. « Schriften der Mathematisch-Naturwissenschaftlichen Klasse der Heidelberger Akademie der Wissenschaften » (no 15), 2005, 112 p. (ISBN 978-3-540-23005-2).
- (en) Lutz D. Schmadel, Dictionary of Minor Planet Names, Berlin, Springer-Verlag, 2003, 5e éd., 992 p. (ISBN 3-540-00238-3, lire en ligne). .
- (en) Richard G. Swan, « Invariant rational functions and a problem of Steenrod », Inventiones Mathematicae, vol. 7,‎ 1969, p. 148-158 (DOI 10.1007/BF01389798, lire en ligne).
- (en) Olga Taussky, « My Personal Recollections of Emmy Noether », dans James W. Brewer et Martha K. Smith, Emmy Noether: A Tribute to Her Life and Work, New York, Marcel Dekker, 1981 (ISBN 0-8247-1550-0), p. 79-92.
- (en) Mina Teicher (dir.), The Heritage of Emmy Noether, Université Bar-Ilan/AMS/Oxford University Press, coll. « Israel Mathematical Conference Proceedings » (no 12), 1999, 116 p. (ISBN 978-0198510451)
- (en) B. L. van der Waerden, A History of Algebra : from al-Khwārizmī to Emmy Noether, Berlin, Springer-Verlag, 1985 (ISBN 0-387-13610-X).
- (en) Hermann Weyl, « Emmy Noether », Scripta Mathematica, vol. 3, no 3,‎ 1935, p. 201-220, réimprimé en appendice dans Dick 1981.
- (en) Hermann Weyl, « David Hilbert and his mathematical work », Bull. Amer. Math. Soc., vol. 50,‎ 1944, p. 612-654 (DOI 10.1090/S0002-9904-1944-08178-0).
- (en) Dwight E. Neuenschwander, Emmy Noether's Wonderful Theorem, The Johns Hopkins University Press, Baltimore, 2011  (ISBN 978-0-8018-9694-1) 243 pages.

#### En allemand
- (de) Heinz Hopf, « Eine Verallgemeinerung der Euler-Poincaréschen Formel », Nachr. Ges. Wiss. Göttingen, Math.-Phys., vol. 2,‎ 1928, p. 127-136 (lire en ligne).
- (de) Paul Gordan, « Die simultanen Systeme binärer Formen », Math. Ann., vol. 2, no 2,‎ 1870, p. 227-280 (DOI 10.1007/BF01444021).
- (de) Helmut Hasse, « Die Struktur der R. Brauerschen Algebrenklassengruppe über einem algebraischen Zahlkörper », Math. Ann., vol. 107,‎ 1933, p. 731-760 (DOI 10.1007/BF01448916).
- (de) David Hilbert, « Ueber die Theorie der algebraischen Formen », Math. Ann., vol. 36, no 4,‎ décembre 1890, p. 473-534 (DOI 10.1007/BF01208503).
- (de) B.L. van der Waerden, « Nachruf auf Emmy Noether (Obituary of Emmy Noether) », Math. Ann., vol. 111,‎ 1935, p. 469-474 (DOI 10.1007/BF01472233). Reprinted in Dick 1981.
- (de) Franz Lemmermeyer et Peter Roquette, Helmut Hasse und Emmy Noether : Die Korrespondenz 1925-1935, Gœttingue, Universitätsverlag, 2006, 305 p. (ISBN 978-39-386-1635-2, lire en ligne)

#### Bases de données et dictionnaires
- Ressources relatives à la recherche :   - The Academic Family Tree
  - MacTutor
  - Math-Net.Ru
  - Mathematical Reviews
  - Mathematics Genealogy Project
  - ZbMATH
- Notices dans des dictionnaires ou encyclopédies généralistes :   - Britannica
  - Brockhaus
  - Collective Biographies of Women
  - Den Store Danske Encyklopædi
  - Deutsche Biographie
  - Dictionnaire universel des créatrices
  - Enciclopedia delle donne
  - Gran Enciclopèdia Catalana
  - Hrvatska Enciklopedija
  - Internetowa encyklopedia PWN
  - Larousse
  - Nationalencyklopedin
  - Proleksis enciklopedija
  - Store norske leksikon
  - Treccani
  - Universalis
  - Visuotinė lietuvių enciklopedija
- Notices d'autorité :   - VIAF
  - ISNI
  - BnF (données)
  - IdRef
  - LCCN
  - GND
  - Italie
  - Japon
  - CiNii
  - Espagne
  - Belgique
  - Pays-Bas
  - Pologne
  - Israël
  - NUKAT
  - Catalogne
  - Suède
  - Australie
  - WorldCat